# Ľuboš Velebný
Ľuboš Velebný (* 9. Februar 1982 in Zvolen, Tschechoslowakei) ist ein deutsch-slowakischer Eishockeyspieler, der seit Januar 2017 für den EV Füssen spielt.

## Karriere
Ľuboš Velebný begann seine Karriere in den Nachwuchsmannschaften des HKm Zvolen, bevor er in der Spielzeit 1999/2000 für Zvolens Herrenmannschaft sein Debüt in der höchsten Spielklasse der Slowakei gab; bereits in der vorhergegangenen Spielzeit 1998/99 gab er sein Debüt in der zweiten Herrenmannschaft mit Spielbetrieb in der zweithöchsten Eishockey-Liga des Landes. Nachdem er beim NHL Entry Draft 2000 von den Toronto Maple Leafs in der siebten Runde an 223. Stelle ausgewählt wurde, wechselte er nach Nordamerika zu den Waterloo Black Hawks in die United States Hockey League, der besten Nachwuchsliga der Vereinigten Staaten.
In der folgenden Saison wechselte er in die Ontario Hockey League (OHL) und spielte zunächst für die London Knights. Da er dort nicht sehr erfolgreich war, ging er ab Mitte der Saison für die Belleville Bulls aufs Eis und erzielte 24 Scorerpunkte in 24 OHL-Partien. Im Sommer 2002 bekam er seinen ersten Profivertrag bei den Quad City Mallards aus der United Hockey League, absolvierte den größten Teil der Saison jedoch für die Kalamazoo Wings.
Da Velebný sich in Nordamerika nicht durchsetzen konnte, kehrte er 2003 nach Europa zum HKm Zvolen zurück und spielte sowohl für die erste Mannschaft in der Extraliga, als auch für die zweite Mannschaft in der zweitklassigen 1. Liga. Während er in der Extraliga meist mit Defensivaufgaben betraut war, konnte er in der 1. Liga auch offensiv Akzente setzen. So erzielte er in den Playoffs der Saison 2004/05 16 Scorerpunkte in 14 Playoff-Partien der 1. Liga, während er in 44 Extraliga-Spielen der gleichen Saison keinen einzigen Punkt erreichte.
Im Sommer 2007 wechselte Velebný nach Deutschland zum ESV Kaufbeuren, mit dem er das Playoff-Viertelfinale der Oberliga erreichte. Dort schied der ESVK gegen die Dresdner Eislöwen aus, die ihn im Mai 2008 verpflichteten. Nach einem Jahr in Dresden wechselte der Slowake zurück nach Nordamerika zu den Muskegon Lumberjacks in die International Hockey League. Dort bestritt er alle Vorbereitungsspiele, konnte aber aufgrund von Passproblemen nicht in den USA bleiben, so dass sein Vertrag aufgelöst wurde und Velebný nach Europa zurückkehrte.
Im November 2009 wurde er vom MHC Martin unter Vertrag genommen. Nach zwei Jahren verließ er die Mannschaft und schloss sich zur Saison 2011/12 dem Ligarivalen HK Poprad an. Noch im gleichen Jahr wurde Ende Oktober der Wechsel zum ungarischen Klub Dunaújvárosi Acélbikák bekanntgegeben, mit dem er in dieser Spielzeit in insgesamt drei verschiedenen Liga-Wettbewerben (Nationalliga, MOL Liga und OB I. Bajnokság) antrat. Am 21. Juni 2012 wurde schließlich der Transfer zum deutschen Oberligaverein EC Peiting bestätigt, wobei sein Vertrag nach einem Jahr um ein weiteres verlängert wurde. So absolvierte er mit Peiting auch die Saison 2012/13, in der er der „Most Penalized Player“, also der Spieler mit den meisten Strafminuten, der Oberliga Süd wurde. Dabei hatte er es in 34 Hauptrundeneinsätzen auf 163 Strafminuten gebracht. Auch in der Spielzeit 2013/14 war der Slowake im Dienste des EC Peiting, für den er in 41 Hauptrundenspielen aufs Eis ging und dabei mit 107 Strafminuten wieder annähernd auffällig wie im vorhergegangenen Spieljahr war.
Wie der EC Peiting am 25. Mai 2014 vermeldete, wurde der Vertrag von Ľuboš Velebný kein weiteres Mal verlängert, woraufhin er den Verein nach zwei Jahren verließ. Nur einen Monat später gab das Oberligateam der Frankfurter Löwen die Verpflichtung des mittlerweile 32-jährigen Slowaken bekannt. Nach nur einem Monat am Main verkündete Velebný nach dem Spiel gegen die Ratinger Ice Aliens seinen Abgang und aus privaten Gründen seine Rückkehr nach Peiting. Nachdem er knapp eineinhalb Monate vereinslos war, gaben die Tölzer Löwen die Verpflichtung des 188 cm großen Slowaken bekannt. Nach der Saison 2015/16 wurde sein Vertrag nicht mehr verlängert.
Seit Januar 2017 steht Ľuboš Velebný beim EV Füssen unter Vertrag und schaffte mit diesem den Aufstieg aus der Landesliga in die Bayernliga und von dieser 2019 in die Oberliga. Zudem erhielt er 2017 die deutsche Staatsbürgerschaft.

### International
Ľuboš Velebný hat im Juniorenbereich bei einigen internationalen Titelkämpfen teilgenommen: Für die U18-Nationalmannschaft der Slowakei nahm er an der U18-Weltmeisterschaft 1999 und 2000 teil und für die U20-Auswahl seines Heimatlandes spielte er bei der U20-Weltmeisterschaft 2001 und 2002.

## Erfolge und Auszeichnungen
- 1999 Bronzemedaille bei der U18-Junioren-Weltmeisterschaft
- 2004 Slowakischer Vizemeister mit dem HKm Zvolen
- 2005 Slowakischer Vizemeister mit dem HKm Zvolen
- 2008 ESBG-All-Star-Game

## Karrierestatistik
(Legende zur Spielerstatistik: Sp oder GP = absolvierte Spiele; T oder G = erzielte Tore; V oder A = erzielte Assists; Pkt oder Pts = erzielte Scorerpunkte; SM oder PIM = erhaltene Strafminuten; +/− = Plus/Minus-Bilanz; PP = erzielte Überzahltore; SH = erzielte Unterzahltore; GW = erzielte Siegtore; 1 Play-downs/Relegation; Kursiv: Statistik nicht vollständig)